# Mugimama! Is This Monkey Music?
Mugimama! Is This Monkey Music? er et album af Mugison fra 2004.

## Track listing
| Nr. | Titel                              | Længde |
| --- | ---------------------------------- | ------ |
| 1.  | "I Want You"                       | 3:53   |
| 2.  | "The Chicken Song"                 | 3:04   |
| 3.  | "Never Give Up"                    | 0:50   |
| 4.  | "2 Birds"                          | 5:06   |
| 5.  | "What I Would Say In Your Funeral" | 3:53   |
| 6.  | "Sad as a Truck"                   | 3:16   |
| 7.  | "Swing Ding"                       | 0:28   |
| 8.  | "I'd Ask"                          | 2:48   |
| 9.  | "Murr Murr"                        | 2:52   |
| 10. | "Salt"                             | 3:50   |
| 11. | "Hold on to Happiness"             | 4:30   |
| 12. | "Afi minn"                         | 9:07   |

## Personel
- Mugison – Vokal, instrumenter, tekst, produktion og arrangementer.